# Kněžnice (přírodní památka)
Kněžnice je přírodní památka v katastrálním území obce Babice nad Svitavou, okrese Brno-venkov. Důvodem ochrany je přirozený smíšený porost na skalnatých vápencových stráních.